# Egyiptomi Szent Zénón
Egyiptomi Szent Zénón (? – 451 körül) szentként tisztelt ókeresztény egyiptomi remete, az úgynevezett sivatagi atyák egyike.
A szkétiszi szerzetesek második nemzedékéhez tartozott. Egyiptomi Szent Sziluánosz tanítványa volt, és követte mesterét Egyiptomból Palesztinába és Szíriába. Élete vége felé remete lett Gáza vidékén, és 451 körül hunyt el. Nem azonos Palesztinai Szent Zénónnal.
Az egyház szentként tiszteli, és december 26-án üli ünnepét.

## Lásd még
- Ortodox szentek listája
- Sivatagi atyák